# Подлесе (Кендзежинсько-Козельський повіт)
Подлесе (пол. Podlesie) — село в Польщі, у гміні Цисек Кендзежинсько-Козельського повіту Опольського воєводства.
Населення — 216 осіб (2011).
У 1975-1998 роках село належало до Опольського воєводства.

## Демографія
Демографічна структура станом на 31 березня 2011 року:
|          | Загалом | Допрацездатний вік | Працездатний вік | Постпрацездатний вік |
| -------- | ------- | ------------------ | ---------------- | -------------------- |
| Чоловіки | 99      | 10                 | 75               | 14                   |
| Жінки    | 117     | 17                 | 71               | 29                   |
| Разом    | 216     | 27                 | 146              | 43                   |